# رجینالد دنینگ
رجینالد دنینگ (انگلیسی: Reginald Denning؛ 12 June 1894 – ۲۳ مهٔ ۱۹۹۰) فرد نظامی اهل بریتانیا بود. وی همچنین برندهٔ جوایزی همچون نشان سلطنتی ویکتوریایی، نشان امپراتوری بریتانیا و نشان حمام شده‌است.